# Toru Araiba
Toru Araiba (Osaka, 12 juli 1979) is een Japans voetballer.

## Clubcarrière
Araiba speelde tussen 1997 en 2003 voor Gamba Osaka. Hij tekende in 2004 bij Kashima Antlers.